# Liste von Militärs/J

## Ja
- Jachmann, Eduard von (1822–1887), Admiral
- Jachmann, Siegfried v. (1867–1945), Admiral
- Jackson, Andrew (1767–1845), amerikanischer General im Krieg von 1812 und Präsident der USA
- Jackson, Mike (1944–2024), britischer General
- Jackson, Thomas Jonathan, gen. „Stonewall“, (1824–1863), Amerikanischer Bürgerkrieg, gefallen
- Jacobi, Gerhard (1913–1980), deutscher Brigadegeneral
- Jacobson, Carsten (* 1955), deutscher Brigadegeneral der Bundeswehr
- Jaeger, Friedrich Gustav (1895–1944), Widerstandskämpfer des 20. Juli 1944, hingerichtet
- Jaeschke, Paul (1851–1901), Marineoffizier und zweiter Gouverneur von Kiautschou
- Jagow, Friedrich Wilhelm von (1771–1857), königlich preußischer General der Infanterie und Regimentsinhaber
- Jähns, Max (1837–1900), Offizier, Militärhistoriker, Professor für Geschichte an der Berliner Kriegsakademie
- Jakir, Jona Emmanuilowitsch (1896–1937), sowjetischer General
- Jansa, Edler von Tannenau, Alfred (1884–1963), österreichischer Feldmarschalleutnant; 1935–38 Chef des Generalstabes
- Jarotzky, Thaddäus von (1858–1938), Divisionskommandeur
- Jaurès, Constant Louis Jean Benjamin (1823–1889), französischer Admiral und Diplomat

## Je
- Jean I. Le Maingre, gen. „Boucicaut“, († 1368), Marschall von Frankreich
- Jean II. Le Maingre, gen. „Boucicaut“, (um 1366–1421), Marschall von Frankreich, Sohn des vorigen
- Jelačić von Bužim, Antun Graf (1807–1875), österreichischer Feldmarschallleutnant
- Jelačić von Bužim, Franjo Freiherr (1746–1810), österreichischer Feldmarschalleutnant; Ritter des Maria Theresien-Ordens
- Jelačić von Bužim, Georg Graf (1805–1901), österreichischer Feldmarschallleutnant
- Jelačić von Bužim, Josip (1801–1859), österreichischer Feldmarschallleutnant und Ban von Kroatien; kroatischer Nationalheld
- Jellicoe, Sir John, 1. Earl Jellicoe, (1859–1935), britischer Admiral, Befehlshaber der Grand Fleet im Ersten Weltkrieg, Erster Seelord
- Jerjomenko, Andrei Iwanowitsch (1892–1970), Marschall der Sowjetunion
- Jermolow, Alexei Petrowitsch (1777–1861), russischer General und Diplomat der Koalitionskriege; Kriegsheld von 1812
- Jervis, Sir John, Earl of St. Vincent, (1735–1823), britischer Admiral; Erster Lord der Admiralität
- Jeschonnek, Gert (1912–1999), Vizeadmiral und Inspekteur der Marine

## Ji
- Jircik, Franz (1758–1805), kaiserlich-österreichischer Generalmajor

## Jo
- Jochmus, August Giacomo, Freiherr v. Cotignola, (1808–1881), deutscher General und Minister
- Jodl, Alfred (1890–1946), deutscher Generaloberst, Chef des Wehrmachtführungsamtes/-stabes, hingerichtet
- Joffre, Joseph (1852–1931), französischer General, Marschall, Oberbefehlshaber im Ersten Weltkrieg
- Johannesson, Rolf (1900–1989), deutscher Konteradmiral und Befehlshaber der Flotte
- Gerhard John (* 1935), deutscher Generalleutnant der Luftwaffe
- Johnson, Bushrod Rust (1817–1880), Offizier der United States Army, Professor und Generalmajor im konföderierten Heer
- Johnson, William (1715–1774), britisch-irischer Händler, Politiker und General in den britischen Kolonien in Nordamerika
- Albert S. Johnston (1803–1862), General in der Konföderierten im amerikanischen Sezessionskrieg; gefallen bei Shiloh
- Johnston, Joseph E. (1807–1891), Südstaatengeneral, Amerikanischer Bürgerkrieg
- Joinville, François d’Orléans, prince de (1818–1900), französischer Prinz und Admiral
- Jomini, Antoine-Henri (1779–1869), Schweizer Militärtheoretiker
- Joner-Tettenweiß, Joseph von (1821–1898), königlich bayerischer Kämmerer und Generalmajor
- Jones, James L. (* 1943), 32. Commandant des US Marine Corps, Kommandeur des US European Command und NATO Oberbefehlshaber Europa
- Jones, John Paul (1747–1792), schottisch-US-amerikanischer Admiral
- Jordan, Paul (1910–2000), deutscher Generalmajor
- Joubert, Barthélemy-Catherine (1769–1799), französischer Revolutionsgeneral
- Joubert, Petrus Jacobus (1834–1900), südafrikanischer Burengeneral
- Joulwan, George A., (* 1939), US-amerikanischer General, Supreme Allied Commander Europe
- Jourdan, Jean Baptiste de (1762–1833), französischer General, Marschall von Frankreich
- Jovanović, Stephan Freiherr von (1828–1885), österreichischer Feldmarschallleutnant, Oberkommandierender in Bosnien-Herzegowina
- Joyeuse, Anne de (1560–1587), Admiral von Frankreich, Heerführer in den Religionskriegen
- Joyeuse, Guillaume de, Vicomte de Joyeuse, (1520–1592), Bischof von Alet, Generalstatthalter des Königs im Languedoc, Marschall von Frankreich
- Joyeuse, Henri de (1563–1608), französischer Kapuziner, Heerführer in den Religionskriegen, Marschall von Frankreich

## Ju
- Judersleben, Johann Gottlob (1830–1905), Entwicklung der Lübecker Krieger-Sanitätskolonne
- Juel, Nils (1629–1697), dänischer Admiral
- Jumper, John P. (* 1945), US-amerikanischer Luftwaffengeneral; 2001–2005 Stabschef der US-Luftwaffe
- Jung, Berthold (1915–1992), deutscher Konteradmiral
- Junot, Andoche, duc d'Abrantes, (1771–1813), französischer General, Napoleons erster Adjutant, Generalgouverneur von Portugal, Selbstmord